# Kongorävsångare
Kongorävsångare (Bathmocercus rufus) är en fågel i familjen cistikolor inom ordningen tättingar.

## Utseende och läte
Kongorävsångare är en udda sångfågel med svart i ansiktet och ner en bit på undersidan. Hanen är i övrigt mestadels roströd, honan olivgrå. Hanen sjunger en lång serie med ljusa, genomträngande visslingar som liknats vid en lastbil som backar. Honan ackompanjerar ibland hanen med låga "trr".

## Utbredning och systematik
Kongorävsångare delas in i två underarter:
- Bathmocercus rufus rufus – förekommer i södra Kamerun till Gabon och Centralafrikanska republiken
- Bathmocercus rufus vulpinus – förekommer från östra Kongo-Kinshasa till sydligaste Sudan, Uganda, Kenya och Tanzania

### Familjetillhörighet
Cistikolorna behandlades tidigare som en del av den stora familjen sångare (Sylviidae). Genetiska studier har dock visat att sångarna inte är varandras närmaste släktingar. Istället är de en del av en klad som även omfattar timalior, lärkor, bulbyler, stjärtmesar och svalor. Idag delas därför Sylviidae upp i ett antal familjer, däribland Cisticolidae.

## Levnadssätt
Kongorävsångare hittas i fuktiga skogar. Där håller den sig ofta dold i den täta undervegetationen.

## Status och hot
Arten har ett stort utbredningsområde, men tros minska i antal, dock inte tillräckligt kraftigt för att den ska betraktas som hotad. Internationella naturvårdsunionen IUCN listar arten som livskraftig (LC).

### Namn
Arten kallades tidigare kongorostsångare, men tilldelades ett nytt officiellt namn av Birdlife Sveriges taxonomikommitté, för att skilja den från den ej närbesläktade rostsångaren.